# Акустична екологія
Акустична екологія, яку іноді називають екоакустикою чи вивченням звукового пейзажу — це дисципліна, що вивчає взаємозв'язок між людьми та їх оточенням, опосередкованого звуком.  Дослідження акустичної екології розпочалися наприкінці 1960-х років разом з Р. Мюрреєм Шафером та його командою з університету Саймона Фрейзера (Ванкувер, Британська Колумбія, Канада) в рамках проекту World Soundscape. До складу оригінальної команди WSP входили, зокрема, Баррі Труакс та Хільдегард Вестеркамп, Брюс Девіс та Пітер Хус. Перше дослідження, проведене WSP, було названо The Vancouver Soundscape. Інтерес до цієї галузі надзвичайно зріс після цього новаторського та інноваційного дослідження, а область акустичної екології викликала інтерес дослідників та художників у всьому світі. У 1993 р. члени на сьогодні великої та активної міжнародної спільноти акустичної екології створили Всесвітній форум акустичної екології. 
Кожні три роки з часу заснування WFAE у місті Банф, Канада, у 1993 р., проходив міжнародний симпозіум. Далі йшли Стокгольм, Амстердам, Девон, Пітерборо та Мельбурн.  У листопаді 2006 р. засідання WFAE відбулося в Хіросакі, Японія.  Колі, Фінляндія, було місцем зустрічі останньої світової конференції WFAE  
Виходячи із звукової соціології та радіомистецтва Шафера та його колег, акустична екологія знайшла своє вираження у багатьох різних сферах. Хоча більшість черпали певне натхнення з творів Шафера, в останні роки також спостерігаються здорові розбіжності з початковими ідеями. Серед розширених виразів акустичної екології зростає увага до звукових наслідків будівництва доріг та аеропортів, широко розповсюджені мережі «фонографів», що досліджують світ за допомогою звуку  розширення біоакустики (використання звуку тваринами), щоб розглянути суб'єктивні та об'єктивні реакції тварин на людський шум, включаючи все ширше використання в літературі ідеї «акустичної екології», а також популярність у дії людського шуму на тварин, причому найбільшу увагу привертає океанський шум. Акустична екологія знаходить своє вираження у багатьох різних сферах, включаючи такі унікальні ніші, як історичні звукові картини та психосонографія.  

## Біоакустика
Зазвичай шум є побічним продуктом посиленої урбанізації та розвитку. Шум може змінити акустичне середовище водних і наземних середовищ існування. Показано, що різноманітність птахів зменшується через хронічний рівень шуму в містах та вздовж проїжджих частин. Деякі види, такі як міські великі синиці, змінили частоту своїх закликів адаптуватися. З точки зору еволюції, техногенний шум - явище набагато недавнє. Наукові дослідження показали, що він може змінити поведінку, змінити фізіологію і навіть перебудувати тваринні спільноти. 

## Список композиційних творів

### «Домініон» Баррі Труакса
«Домініон» проводить слухачів у акустичну подорож Канадою. Робота починається з вистрілу з полуденної гармати в гавані Сент-Джонса в Ньюфаундленді і продовжується на захід, по дорозі записуючи такі звуки, як дзвін у Вежі Миру в Оттаві та Рогу Канади у Ванкувері. Оркестр із 12 частин, що представляє 10 провінцій, а потім дві території, проводить слухачів через твір, разом із свистом канадської залізниці на тихоокеанському залізничному колі, що представляє залізницю, яка вперше з'єднала Канаду більше століття тому. 

### Акустична екологічна археологія
Марк Е. Моглен (2007) відтворив доісторичні Звукові пейзажі (Акустична Екологія) в Каліфорнійському Університеті, відділ антропології Берклі, поєднуючи композиційні техніки та записи на сайті для недієтичного твору у віртуальному світі Другого Життя, на «Острів Окапі». [джерело?]У Центрі нових медіа було розроблено акустичну екологічну обстановку колишньої джазової сцени в Окленді, Каліфорнія, для віртуального світу.

### «Звукові знаки Канади» Пітера Хуса
«Композиція, що відтворює акустичний профіль громади, звучить унікально для канадських місцевостей, від узбережжя до узбережжя». Джерело: Soundscapes of Canada [Архівовано 19 листопада 2021 у Wayback Machine.] .